# Maciej Bochniak
Maciej Bochniak (ur. 26 maja 1984 w Krakowie) – polski reżyser filmowy i scenarzysta.

## Życiorys
Absolwent Wyższego Studium Scenariuszowego PWSFTviT w Łodzi.
Jest reżyserem i współscenarzystą filmu fabularnego „Disco Polo”, za który został nagrodzony nagrodą „Perspektywa” im. Janusza Morgernsterna, za najlepszy debiut 2015 roku. W mniej niż 6 tygodni film zgromadził w kinach ponad 900 000 widzów, plasując się na drugim miejscu, wśród polskich filmów w Box Office w 2015 roku. Jest również autorem filmów dokumentalnych, produkowanych wraz z HBO; ‘Miliard Szczęśliwych Ludzi’ oraz ‘Ethiopiques – Muzyka Duszy’.
Jego praca telewizyjna obejmuje reżyserię drugiego (odcinki 8-13) i trzeciego (odcinki 1-13) sezonu serialu Diagnoza dla TVN, piątego sezonu (odcinki 1-10) serialu ‘O mnie się nie martw’ produkowanego dla TVP 2 i drugiego sezonu (odcinki 3, 4, 5, 6, 8) serialu Belfer dla Canal +. W filmie debiutował krótkometrażowym I love you so much (2009) i dokumentem Przyjęcie (2011) podczas programu „Pierwszy Dokument” w Studio Munka. Jest członkiem Gildii Reżyserów Polskich.

### Życie prywatne
Jego żoną jest Joanna Kulig.

## Filmografia
- 2010: I Love You So Much – (film fabularny 30') scenariusz, reżyseria
- 2011: Pokój – (film fabularny 30') reżyseria, montaż
- 2011: Przyjęcie – (film dokumentalny) scenariusz, reżyseria
- 2012: Miliard szczęśliwych ludzi – (film dokumentalny 65') scenariusz, reżyseria
- 2015: Disco polo – (film fabularny) scenariusz, reżyseria
- 2016: O mnie się nie martw – (serial fabularny, TVP 2) – reżysera, sezon 5, odc. 1-10
- 2017: Belfer – (serial fabularny, CANAL +) – reżyseria, sezon 2, odc. 3, 4, 5, 6, 8
- 2017: Ethiopiques (film dokumentalny) scenariusz i reżyseria
- 2018: Diagnoza (serial fabularny TVN) – reżyseria, sezon 2 odc. 8-13, sezon 3 odc. 1-13
- 2020: Magnezja

## Nagrody
- 2011: Złoty Mrówkojad za najlepszy film fabularny dla filmu Pokój
- 2011: Żóbroffka Film Festival za najlepszy film fabularny dla filmu Pokój
- 2012: 37. Gdynia Film Festival, nagroda publiczności w przeglądzie kina niezależnego dla filmu Pokój
- 2012: Open City Docs London – wyróżnienie specjalne dla filmu Przyjęcie
- 2012: Nagroda Stowarzyszenia Filmowców Polskich na Festiwalu Form Dokumentalnych NURT za film Miliard szczęśliwych ludzi
- 2015: Nagroda „Perspektywa” im. Janusza Morgensterna, za najbardziej obiecujący debiut w 2015 roku, za film Disco polo